# U-207
U-207 — средняя немецкая подводная лодка типа VIIC времён Второй мировой войны.

## История
Заказ на постройку субмарины был отдан 16 октября 1939 года. Лодка была заложена 14 августа 1940 года на верфи «Германиаверфт» в Киле под строительным номером 636, спущена на воду 24 апреля 1941 года. Лодка вошла в строй 7 июня 1941 года под командованием оберлейтенанта Фриц Майера.

### Флотилии
- 7 июня — 30 июня 1941 года — 7-я флотилия (учебная)
- 1 июля — 11 сентября 1941 года — 7-я флотилия

### История службы
Лодка совершила один боевой поход. Потопила 2 судна суммарным водоизмещением 9 727 брт. Потоплена 11 сентября 1941 года в Датском проливе к юго-востоку от берега Гренландии, в районе с координатами 63°59′ с. ш. 34°48′ з. д. глубинными бомбами с британских эсминцев HMS Leamington и HMS Veteran. 41 погибших (весь экипаж).